# Mario Mendoza (écrivain)
Pour les articles homonymes, voir Mendoza et Mario Mendoza.
Mario Mendoza Zambrano (né à Bogota en 1964) est un écrivain, professeur et journaliste colombien.

## Biographie
Mario Mendoza est né à Bogota le 10 janvier 1964. Descendant paternel du Libanais Simon Tebcheranny, un Libanais chrétien qui est arrivé en Colombie pour fuir la persécution au Liban. À son arrivée, il a constaté que la violence bipartite sévissait dans le pays. Craignant d’être persécuté, Simon Tebcheranny changea son nom de famille en Mendoza, nom dont hériterait l’écrivain. Après avoir terminé le Collège Refous, il entra à l’Université pontificale Javeriana de Bogota, où il a fait ses études supérieures et a ensuite obtenu une maîtrise en littérature latino-américaine.
Bien qu’il ait toujours été profondément lié à sa ville natale, Mario Mendoza a traversé l’Atlantique à plusieurs reprises, par exemple quand il est allé à Tolède, pour assister aux cours de littérature hispano-américaine de la Fondation Ortega y Gasset et aussi pour aller en Israël où il a résidé à Hof Ashkelon, une des zones les plus dangereuses de la planète[réf. nécessaire]. C’est après ce voyage qu’à son retour, il a commencé à publier des articles dans des journaux et des magazines colombiens. À l’automne 1997, il travaille à l’université James Madison (Harrisonburg, Virginie, États-Unis).
Après avoir étudié la littérature et travaillé comme pédagogue, Mendoza a publié en 1992 son premier roman, "La ville des seuils" (La ciudad de los umbrales) . Il a combiné sa carrière littéraire avec l’enseignement et la collaboration dans divers médias culturels tels que les journaux et les revues, entre autres, la Revue Bacánika et El Tiempo.
Grâce à son roman "Satan" (Satanás), il obtient le Prix Biblioteca Breve de la maison d’édition Seix Barral en 2002.

## Prix
- Prix Biblioteca Breve pour son roman Satanás (es) en 2002, qui a été adapté au cinéma en 2007
- Prix national de littérature de la revue Libros y Letras pour l'ensemble de son œuvre en 2011

## Œuvres

### Romans
- 1992 La ciudad de los umbrales
- 1998 Scorpio City
- 2001 Relato de un asesino
- 2002 Satanás  - traduit en français sous le titre Satanas par Cyril Gay, Paris, Asphalte Éditions, 2018, 291 p.  (ISBN 978-2-918767-76-3)
- 2004 Cobro de sangre
- 2007 Los hombres invisibles
- 2009 Buda Blues
- 2010 La locura de nuestro tiempo
- 2011 Apocalipsis
- 2012 La importancia de morir a tiempo
- 2013 Lady Masacre
- 2016 La melancolía de los feos
- 2018 Diario del fin del mundo
- 2019 Akelarre
- 2021 Bitácora del Naufragio

### Contes
- La travesía del vidente (1997)
- Una escalera al cielo (2004)
- La locura de nuestro tiempo (2010)
- La importancia de morir a tiempo (2012)
- Paranormal Colombia (2014)

### Romans pour la jeunesse
- 2015 El mensajero de Agartha 1 - Zombies
- 2015 El mensajero de Agartha 2 - El Palacio de los Sarcófagos
- 2016 El mensajero de Agartha 3 - Mi extraño viaje al mundo de Shambala
- 2016 El mensajero de Agartha 4 - La colonia de Altair
- 2016 El mensajero de Agartha 5 - Crononautas
- 2017 El mensajero de Agartha 6 - Metempsicosis
- 2017 El mensajero de Agartha 7 - El hijo del carpintero
- 2018 El mensajero de Agartha 8 - En busca de Akakor
- 2018 El mensajero de Agartha 9 - El último vuelo del vampiro
- 2018 El mensajero de Agartha 10 - El verdadero horror del Lobo Feroz

### Romans graphiques
- 2018 Satanás
- 2019 El último día sobre la Tierra. Volumen 1: Imágenes premonitorias
- 2019 El último día sobre la Tierra. Volumen 2: Están entre nosotros
- 2020 El último día sobre la Tierra. Volumen 3: El astrólogo
- 2020 El último día sobre la Tierra. Volumen 4: Los híbridos
- 2020 Mysterion. Volumen 1: Kaópolis
- 2021 El último día sobre la Tierra. Volumen 5: Homo capensis
- 2021 El último día sobre la Tierra. Volumen 6: Morgellons

### Crédit d'auteurs
- (es) Cet article est partiellement ou en totalité issu de l’article de Wikipédia en espagnol intitulé « Mario Mendoza » (voir la liste des auteurs).